# ملعب سيو ساي وان الرياضي
ملعب سيو ساي وان الرياضي هو ملعب متعدد الاستخدام يقع في هونغ كونغ . غالبا ما تلعب عليه مباريات كرة القدم . يسع الملعب لجلوس 12 ألف متفرج . يعتبر الملعب الرسمي الذي يخوض فيه نادي سيتيزين مبارياته . تم افتتاح الملعب في سنة 1996 .